# Lindesche molen
De Lindesche molen ook wel Ons Belang genoemd is een achtkantige beltmolen gesitueerd aan de Lindese weg in de buurtschap Linde (gemeente Bronckhorst). De romp van de molen is deels steen en deels met riet gedekt. De kap is geheel met riet gedekt. De wieken hebben een vlucht van 22,60 meter. De molen is in 1971 gerestaureerd.
De molen is draaivaardig, maar wordt voor andere doeleinden gebruikt. Momenteel is in de molen op de begane grond een theater gevestigd.
Eigenaar is de Stichting De Lindesche Molen.